# 179. strelska divizija (ZSSR)
179. strelska divizija (izvirno rusko 179. стрелковая дивизия; kratica 179. SD) je bila strelska divizija Rdeče armade v času druge svetovne vojne.

## Zgodovina
Divizija je bila ustanovljena leta 1940 v Vilniusu.